# Gasterostena
Gasterostena là một chi bướm đêm thuộc họ Sesiidae.

## Các loài
- Gasterostena funebris  Kallies & Arita, 2006
- Gasterostena ikedai  Arita & Gorbunov, 2003
- Gasterostena rubricincta  Kallies & Arita, 2006
- Gasterostena vietnamica  Arita & Gorbunov, 2003